# 克拉斯諾曉科韋
48°10′43″N 36°10′39″E / 48.17861°N 36.17750°E
克拉斯諾曉科韋（烏克蘭語：Краснощокове），是烏克蘭的村落，位於該國中部第聶伯羅彼得羅夫斯克州，由瓦西利基夫卡區負責管轄，距離舍夫琴科韋1公里，2001年人口198。